# 瓦連京·西爾維斯特洛夫
瓦連京·西爾維斯特洛夫（烏克蘭語：Валенти́н Васи́льович Сильве́стров，1937年9月30日—），是烏克蘭的鋼琴家與作曲家，以演奏後現代的當代古典音樂聞名。

## 生平
瓦連京·西爾維斯特洛夫於1937年出生於基輔，15歲開始學鋼琴，曾於基輔音樂夜校學習，並曾就讀基輔建築工程學院，1958年－1964年於烏克蘭柴科夫斯基音樂學院師從鮑里斯·利亞托申斯基與列夫科·列武茨基。
有評論認為西爾維斯特洛夫的音樂風格屬新古典主義音樂，他則曾自評「我沒有創作新的樂曲，我的音樂是對既有音樂的回應與迴響。」
華約入侵捷克斯洛伐克時，瓦連京·西爾維斯特洛夫曾自一作曲家會議中退席抗議，1974年他因受官方壓力而放棄前衛現代主義的技法，漸轉向新浪漫主義，以減緩與蘇聯政府的意識形態衝突。1989年他獲選乌克兰苏维埃社会主义共和国人民藝術家。蘇聯解體後西爾維斯特洛夫創作了一些受東正教禮拜音樂影響的聖歌；他有些近期的作品還融入了烏克蘭民族主義的元素，例如合唱曲Diptych中有塔拉斯·謝甫琴科詩作〈見證〉的詩句，西爾維斯特洛夫將其獻給2014年格魯舍夫斯基大街騷亂喪生的谢尔盖·尼果扬（可能是烏克蘭親歐盟示威運動中的第一名罹難者）。
1995年，西爾維斯特洛夫獲頒謝甫琴科國家獎。

## 外部連結
- Biography, performances, discography and work index at the Schott Music website （页面存档备份，存于）
- Short article detailing the life of V. Silvestrov and his place in modern classical music, by Stylus magazine （页面存档备份，存于）
- Short biography and list of works at the Soviet Composer's Page

音樂連結
- YouTube上的Hymn 2001 for piano played by Tomasz Kamieniak
- music samples, Symphony #5
- Bandcamp page （页面存档备份，存于）